# Kameleoni (sastav)
Kameleoni je bila jedna od najpoznatih beat i rock skupina 1960-ih u tadašnjoj Jugoslaviji. Ono što ih je razlikovalo od ostalih tadašnjih poznatih skupina bilo je to što su dolazili iz tada malog slovenskog lučkog grada Kopra.

## Povijest sastava
Sastav su osnovali 1965., četiri koparska gimnazijalca; Danilo Kocjančič (ritam gitara), Jadran Ogrin (bas-gitara), Marijan Maliković (solo gitara) i Tulio Furlanič (bubnjevi) kao tipični beat sastav onoga vremena s repertoarom pjesama Beatlesa i The Mamas & the Papas s kojim su mogli pokazati svoje dobro uvježbano višeglasno pjevanje. Prvi put nastupili su u Omladinskom klubu OF 12 u Kopru. Ubrzo nakon prvog nastupa pridružio im se Vanja Valič, đak pomorske škole iz Pirana na orguljama.
Kameleoni su bili prije svega sastav za nastupe u živo, osvajali su tadašnju mladu publiku svojim scenskim izgledom (bili su pored Trsta koji je tad bio modna prijestolnica Jugoslavije), glazbenom opremom, izborom repertoara. Osvajali su prva mjesta na ondašnjim prvim gitarijadama u Zagrebu i Beogradu. Kameleoni su bili popularni i u Italiji, osobito poslije sezone nastupa u tada vrlo popularnom milanskom klubu Piper. Pokušali su napraviti i proboj u Engleskoj, ali su se zbog nedostatka novca ubrzo morali vratiti doma. Po povratku u Kopar ubrzo su se raspali na dva sastava. Njihovu veliku popularnost iskoristio je i slovenski filmski redatelj Boštjan Hladnik, i angažirao jedan dio njih (Ogrin, Furlanič, Valič i Tavčar) da mu naprave glazbenu pozadinu za njegov film Sončni krik (1968.). 

## Diskografija
- Šampioni Jugoslavije: Sjaj izgubljene ljubavi, Looking For Me, La Felicita, See See Rider (prepjev) Diskos, Aleksandrovac, 1967.
- Kameleoni: Story of my brown friend, Gdje si ljubavi, Dedicated to the one I love (prepjev), Too much on my mind (prepjev), Jugoton Zagreb, 1968.
- l'm Gonna Teli You (I dio): l'm Gonna Teli You (II dio), Sunny Cry, Captain Jugoton 1968.
- The Ultimate Collection Croatia Records 2011.

## Vanjske poveznice
- Životopis sastava na portalu Džuboks